# جيري ديفيس (لاعب كرة قاعدة)
جيري ديفيس (بالإنجليزية: Gerry Davis)‏ هو لاعب كرة قاعدة أمريكي، ولد في 25 ديسمبر 1958 في ترنتون في الولايات المتحدة.

## وصلات خارجية
- جيري ديفيس على موقعبيزبول رفرنس.كوم (الدوري الرئيسي) (الإنجليزية)
- جيري ديفيس على موقعبيزبول رفرنس.كوم (الدوري الثانوي) (الإنجليزية)